# 아돔나누스 히엔시스

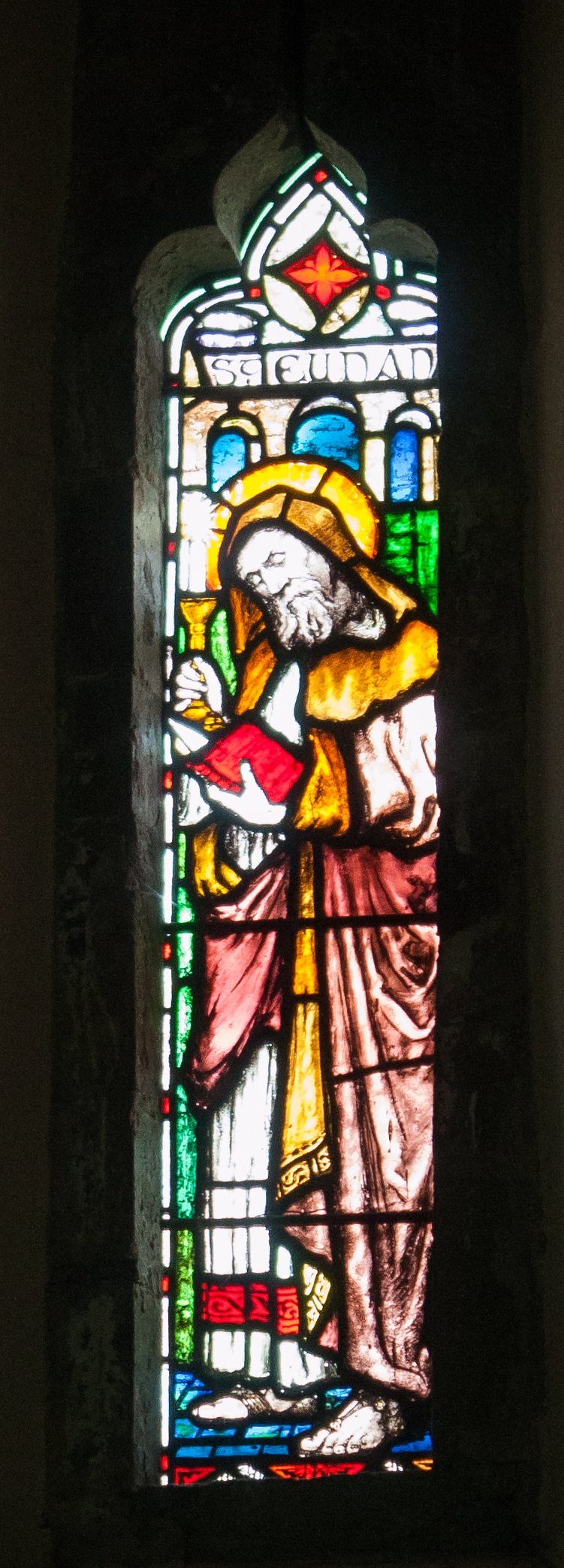

성자 아돔나누스 히엔시스(라틴어: Sanctus Adamnanus Hiensis, 아일랜드어: Naomh Ádhamhnán: 624년경-704년)는 아일랜드 출신의 기독교 성인이다. 스코틀랜드 이 수도원 수도원장을 역임했으며 성인전 작가, 정치인, 교회법학자로 활동했다. 자신의 사촌이기도 한 성자 콜룸바 히엔시스의 성인전을 쓴 것, 『무고인들의 법』을 공포 보급한 것이 업적으로 꼽힌다.

## 같이 보기
- 성인전